# Hymenosphecia
Hymenosphecia là một chi bướm đêm thuộc họ Sesiidae.

## Các loài
- Hymenosphecia albomaculata  Le Cerf, 1917